# 木村俊介
木村 俊介（きむら しゅんすけ、1977年 - ）は、インタビュアーである。
東京都生まれ。東京大学在学中より聞き書きを始める。主な著書に『変人―埴谷雄高の肖像』『仕事の話』『物語論』『料理の旅人』など。

## 著書

### 単著
- 『仕事の話 日本のスペシャリスト32人が語る「やり直し、繰り返し」』文藝春秋、2011年
- 『物語論』講談社現代新書、2011年
- 『「調べる」論 　しつこさで壁を破った20人』NHK出版新書、2012年
- 『善き書店員』ミシマ社、2013年
- 『仕事の小さな幸福』日本経済新聞出版社、2014年
- 『インタビュー』ミシマ社、2017年

### 共著・聞き書き
- 『奇抜の人―埴谷雄高のことを27人はこう語った』平凡社、1999年
  - 『変人 埴谷雄高の肖像』文春文庫、2009年
- 斉須政雄『調理場という戦場』ほぼ日ブックス、2002年、幻冬舎文庫、2006年
- 池谷裕二と共著『ゆらぐ脳』文藝春秋、2008年
- 『料理の旅人』リトルモア、2012年
  - 『料理狂』幻冬舎文庫、2017年
- 『漫画編集者』フィルムアート社、2015年。担当者5名へのインタビュー
- 寄藤文平『デザインの仕事』講談社、2017年
- 『漫画の仕事』幻冬舎コミックス、2018年。女性作者4名への聞き書き
- 角張渉『衣・食・住・音　音楽仕事を続けて生きるには』リトルモア、2018年
- クリープハイプ『バンド』ミシマ社、2019年

### 編集・構成など
- 『本題　西尾維新対談集』講談社、2014年、講談社文庫、2016年
- 『誰も知らない、萩本欽一。』ぴあ、2017年。土屋敏男にも取材
- 『ジブリの鈴木さんに聞いた仕事の名言。』角川書店、2020年

## 出演番組
- NEWS WEB 24 - （NHK総合テレビ 2012年度<第1期生>　土曜未明（金曜深夜）、「ネットナビゲーター=コメンテイター」）
  - 「NEWS WEB」に改題後は祝日のみ→不定期
  - 2015年8月28日のみ、大阪放送局から放送される日に出演した。